# Wolfgang Hefter
Wolfgang Hefter (* 22. August 1949) ist ein ehemaliger deutscher Fußballspieler, der in Schwedt/Oder in der DDR-Liga Zweitligafußball betrieb. 

## Sportliche Laufbahn
Nach der Saison 1972/73 stieg die Betriebssportgemeinschaft (BSG) Aufbau Schwedt aus der drittklassigen Bezirksliga in die DDR-Liga auf. Maßgeblich an diesem Erfolg war der 24-jährige Wolfgang Hefter beteiligt, der 23 der 107 Tore der BSG erzielte und damit Torschützenkönig sowohl seiner Mannschaft wie auch der Bezirksliga wurde. In der ersten DDR-Liga-Saison 1973/74 wurde Hefter von Trainer Michael Lange als Mittelfeldspieler eingesetzt, und so kam Hefter in seinen 20 Einsätzen bei 22 Ligaspielen nur auf fünf Tore. 1974/75 musste er in der Abwehr spielen und verpasste nur ein Punktspiel. Wieder kam er auf fünf Tore, mit denen diesmal bester Torschütze der BSG Chemie wurde. Mit dem schlechtesten Punktekonto in ihrer Ligastaffel mussten die Schwedter nach zwei Jahren wieder aus der DDR-Liga absteigen. 
Nach nur einer Saison stieg Chemie Schwedt als souveräner Bezirksmeister wieder in die DDR-Liga auf, wobei Hefter mit 25 von 68 Toren erneut Torschützenkönig der Mannschaft wurde. In den folgenden fünf DDR-Liga-Spielzeiten war Hefter ständig Stammspieler und verpasste von den 110 Ligaspielen nur zwei Begegnungen. Zur Saison 1977/78 übernahm das Petrolchemische Kombinat Schwedt die Trägerschaft der BSG, die daraufhin unter der Bezeichnung BSG Chemie PCK auftrat. Hefter blieb bis auf die Saison 1978/79 (vier Tore) mit zehn, elf und zweimal zwölf Treffern bester Torschütze der BSG, 1980 reichten seine zwölf Tore auch zur Torjägerkrone in der Ligastaffel B. In den ersten drei Spielzeiten war Hefter Mittelfeldspieler, bis ihn Trainer Josef Pellert von der Saison 1979/80 als Mittelstürmer einsetzte. 
Für die Saison 1981/82 wurde Hefter als Mannschaftskapitän nominiert, kam jedoch nur in den 14 Ligaspielen der Hinrunde zum Einsatz. In den letzten sieben Spielen wurde er wieder in der Abwehr aufgeboten und kam insgesamt nur auf drei Tore. Nach der befriedigenden Saison 1982/83 mit 18 Ligaspielen und sieben Toren wurde der inzwischen 34-jährige Wolfgang Hefter für die DDR-Liga-Saison 1983/84 nicht mehr in den Mannschaftskader aufgenommen. Trotzdem wurde er zum Saisonende noch zweimal als Stürmer aufgeboten. 
Sein letztes DDR-Liga-Spiel bestritt Hefter am 15. April 1984, dem letzten Saisonspiel. In der Begegnung SG Dynamo Fürstenwalde – Chemie PCK stand er bei der 0:2-Niederlage als Mittelstürmer für 90 Minuten auf dem Platz. Es war sein 183. DDR-Liga-Spiel für die Schwedter BSG, für die er in diesen Spielen 69 Tore erzielt hatte. 